# Медріш Давид Наумович
Дави́д Нау́мович Медріш (* 22 січня 1926, Погребище — † 8 січня 2011, Чернівці) — знавець та фольклорист російської мови радянських часів, згодом РФ; 1983 — доктор філологічних наук, 1987 — професор. Заслужений працівник вищої школи РФ, нагороджений медаллю «Ветеран праці», почесною грамотою міністерства освіти РСФСР та республіканського комітету профспілок працівників освіти.

## Короткий життєпис
В часі Другої світової війни родина евакуйована до Узбекистану, там п'ятнадцятилітнім починає працювати. Робив колгоспником на тютюнових плантаціях, слюсарем, токарем, служив в Червоній армії — був командиром відділення та комсоргом батальйону.
Закінчив Чернівецький державний університет, по тому два роки вчителював у Чернівцях.
1963 — кандидат філологічних наук: «Б. Горбатов — прозаїк. Питання стилю», захист відбувся в Московському державному педагогічному інституті ім. Леніна.
З 1963 року працював в Волгоградському державному педагогічному університеті — почав старшим викладачем кафедри літератури. На різних посадах в інституті пропрацював до 2007 року.
В 1972—1977 роках керував кафедрою російської літератури, у 1980—1988 — кафедрою російської та зарубіжної літератури.
1983 року захистив докторську дисертацію «Література та фольклорна традиція (проблеми поетики)» — 1980.
Пушкініст, в його доробку більше 200 навчальних та навчально-методичних робіт.
Переважно цікавився літературою та фольклорною традицією російської мови, типологією жанру, методу та стилю в літературі й фольклорі. На базі Волгоградського педагогічного університету сформував наукову школу досліджень взаємодії фольклору та літератури.
2007 року повернувся до України.

## Деякі з його робіт та статей
- «Позиція художника та його стиль: про прозу Б. Горбатова», 1959
- «Пряма мова в структурі оповідання чарівної казки. Питання російської та зарубіжної літератури», Волгоград, 1970,
- «Слово та подія в російській чарівній казці» «Російський фольклор», 1974,
- «Про своєрідність російської казкової традиції (національна специфіка казкових формул)», 1980,
- «Взаємодія двох словесно-поетичних систем як міждисциплінарна теоретична система», 1983,
- монографія «Мандрівка в Лукомор'я» — 1992; визнана в РФ найкращою книжкою року — серед видань філологічної спрямованості;
- «Від подвійної казки — до антиказки (казки Пушкіна як цикл)» — «Московський пушкініст», 1993,
- «Навколо Окуджави: післяюбілейні спомини», 1994,
- «Народні прикмети та повір'я в поетичному світі Пушкіна», 1999,
- «Пушкінський образ в контексті народної культури: заяча шуба в „Капітанській дочці“ та фольклорні паралелі», 2000,
- «В співпраці з народом; народна традиція в творчості О. С. Пушкіна», 2003